# Suhodolî, Volodîmîr-Volînskîi
Suhodolî (în ucraineană Суходоли) este un sat în comuna Zaricicea din raionul Volodîmîr-Volînskîi, regiunea Volînia, Ucraina.

## Demografie
Componența lingvistică a localității Suhodolî
     Ucraineană (98,96%)
     Rusă (1,04%)
Conform recensământului din 2001, majoritatea populației localității Suhodolî era vorbitoare de ucraineană (98,96%), existând în minoritate și vorbitori de rusă (1,04%).